# 伯納多 (新墨西哥州)
伯納多（英語：Bernardo）是位於美國新墨西哥州索科羅縣的非建制地區。

## 歷史
伯納多的郵局於1902年設立，其後於1917年停運。

## 地理
伯納多所處的海拔為高於海平面1465米（即4741英呎），而該地所採用的時區為UTC-7，即北美山地时区（MST）。同時該地設有夏令時間，為UTC-7調快一小時，即UTC-6（MDT）。